# Штейнах, Эйген
Э́йген Ште́йнах (нем. Eugen Steinach; 22 января 1861, Хоэнэмс, Форарльберг — 14 мая 1944, Террите близ Монтрё) — австрийский физиолог, пионер сексологии.

## Биография
Эйген Штейнах родился в семье врача еврейского происхождения. Изучал медицину в Женевском и Венском университетах. В 1886 году защитил докторскую диссертацию в Инсбрукском университете и многие годы служил ассистентом Эвальда Геринга в Карловом университете в Праге. В 1890 году получил право преподавать физиологию в университете, в 1895 году получил звание экстраординарного профессора, в 1907 году — ординарного профессора. Основал первую в немецкоязычном пространстве лабораторию общей и сравнительной физиологии. В 1912 году Штейнах переехал в Вену, где возглавил отделение биологических исследований Австрийской академии наук. Наиболее известные работы Штейнаха посвящены физиологии контрактильной субстанции, физиологии чувственного и нервного возбуждения и физиологии секса.
Сомнения в научном мире вызвали исследования Штейнаха в области физиологической регенерации. Эйген Штейнах пытался добиться омоложения человека путём трансплантации яичек. Вместе с Робертом Лихтенштерном Штейнах являлся основным пропагандистом этого метода омоложения. Он также предлагал использовать трансплантацию яичек в качестве «терапии» для гомосексуалов. После 1945 года спорный метод ксенотрансплантации был забыт.
Штейнах также пытался добиться эффекта омоложения от операции вазэктомии. Самыми известными из его пациентов были психоаналитик Зигмунд Фрейд и ортопед Адольф Лоренц. По методу Штейнаха британский врач Норман Хейр провёл в 1934 году омоложение лауреата Нобелевской премии Уильяма Батлера Йейтса.
После аншлюса Австрии в 1938 году Эйген Штейнах так и не вернулся на родину из Швейцарии, где проходил санаторное лечение.
С 1920 по 1938 годы Эйген Штейнах за свои работы множество раз номинировался на Нобелевскую премию по физиологии или медицине (по разным источникам от 6 до 11 раз, в том числе 4 раза считался лидирующим кандидатом), но так её и не получил.